# شاهزاده بزرگ (مجموعه تلویزیونی)
شاهزاده بزرگ (کره‌ای: 대군 - 사랑을 그리다; لاتین‌نویسی اصلاح‌شده: Daegun: Sarangeul Geurida) یک مجموعهٔ تلویزیونی کره جنوبی سال ۲۰۱۸ با بازی یون شی-یون، جین سه یون و جو سانگ ووک است. این مجموعه از ۳ مارس تا ۶ مه ۲۰۱۸، روزهای شنبه و یکشنبه ساعت ۲۲:۵۰ (کی‌اس‌تی) از تی‌وی چوسان برای ۲۰ قسمت پخش شد.

## بازیگران

### اصلی
- یون شی-یون در نقش لی هوی، شاهزاده اون سونگ[۵]
  - جون جین سو در نقش جوانی لی هوی

برادر کوچکتر لی کانگ و سومین نفر در خط پادشاهی. او به عنوان با صلاحیت‌ترین شخص در دوران پادشاهی چوسان به شما می‌آید.
- جین سه یون در نقش سونگ جا هیون[۶]

بانویی زیبا و آراسته که مهربان و پراشتیاق است.
- جو سانگ ووک در نقش لی کانگ، شاهزاده جین یانگ[۷]

یک شاهزاده جاه طلب و کاریزماتیک است. لی کانگ برادر بزرگتر لی هوی و دومین نفر در خط پادشاهی است.

## تولید
اولین جلسهٔ فیلمنامه خوانی در ۲۳ نوامبر ۲۰۱۷ در تی‌وی چوسان استودیو انجام شد.

## جوایز و نامزدی‌ها
| سال  | مراسم جوایز                  | دسته                                    | نامزد      | نتیجه    | منابع  |
| ---- | ---------------------------- | --------------------------------------- | ---------- | -------- | ------ |
| ۲۰۱۸ | ششمین جوایز ستارگان ای‌پی‌ای‌ان | جایزه برترین بازیگر مرد در یک مینی‌سریال | یون شی-یون | نامزدشده | [ ۱۰ ] |